# Peter Svatek
 (août 2025).
Si vous disposez d'ouvrages ou d'articles de référence ou si vous connaissez des sites web de qualité traitant du thème abordé ici, merci de compléter l'article en donnant les références utiles à sa vérifiabilité et en les liant à la section « Notes et références ».
Peter Svatek exerce une variété de professions dans l'industrie du cinéma et de la télévision, notamment en tant que scénariste, producteur et réalisateur. 
Il est principalement connu comme réalisateur de Theatre of Life (2016), Takedown: The DNA of GSP (2014), The Christmans Choir (2008) et "Hémoglobine" (1997).

## Biographie
Né à Prague en Tchéquie, il arrive enfant à Montréal avec ses parents qui s'y établirent. Écrivain et réalisateur de longs métrages et de documentaires, il remporte plusieurs prix et reconnaissances internationales.

## Filmographie

### Réalisateur

#### Court-métrage
- 1972 : Beware, Beware, My Beauty Fair
- 1985 : Les Yeux de la faim
- 1996 : Sci-fighters
- 2019 : Angel Peacock (Court métrage documentaire)

#### Documentaire
- 2004 : Human Nature
- 2008 : Stolen Babies, Stolen Lives
- 2014 : Takedown: The DNA of GSP
- 2016 : Theatre of Life[3]

#### Séries télévisées
- 1991 : Pacha et les chats
- 1999 : Le loup-garou du campus
- 2000 : Live Through This
- 2006 : The Tournament
- 2009 : Le visage du crime

#### Téléfilms
- 1975 : La poursuite mystérieuse
- 1995 : Witchboard III: La possession
- 1997 : Hémoglobine
- 1997 : L'appel de la forêt
- 1999 : Silver Wolf
- 2002 : Sur la piste du danger
- 2002 : The Rendering
- 2003 : Dangereuse alchimie
- 2004 : Mon enfant à tout prix
- 2005 : Fatale séduction
- 2006 : Proof of Lies
- 2008 : The Christmas Choir
- 2008 : Girl's Best Friend

### Scénariste

#### Court-métrage
- 1972 : Beware, Beware, My Beauty Fair
- 1995 : Écono mixte - La consommation
- 1995 : Écono mixte - La production
- 1995 : Écono mixte - Le marché
- 1995 : Écono mixte - Le rôle de l'état
- 1995 : Écono mixte - Les besoins et les échanges
- 1995 : Écono mixte - Les enjeux de demain
- 1995 : Écono mixte - Le système bancaire
- 1996 : Economix - Consommation
- 1996 : Economix - Commerce international
- 1996 : Economix - Besoins et désirs
- 1996 : Economix - Production
- 1996 : Economix - The Banking System
- 1996 : Economix - The Market
- 1996 : Economix - Le rôle du gouvernement
- 1996 : Economix - Tomorrow's Challenges
- 2003 : Martin's Inferno
- 2019 : Angel Peacock

#### Documentaire
- 2003 : Le film des Fêtes de Caillou
- 2004 : Human Nature
- 2005 : Reporters en Irak
- 2008 : Stolen Babies, Stolen Lives
- 2014 : Takedown: The DNA of GSP
- 2016 : Theatre of Life

#### Cinéma
- 1975 : La poursuite mystérieuse
- 2004 : Pinocchio le robot

#### Séries télévisées
- 1988 : SOS polluards
- 1995 : Les anges de la ville

#### Téléfilms
- 1991 : The Real Story of Itsy Bitsy Spider

### Producteur

#### Documentaire
- 2003 : Martin's Inferno (producteur exécutif)
- 2005 : Targets: Reporters in Iraq
- 2008 : Stolen Babies, Stolen Lives (producteur exécutif)
- 2014 : Takedown: The DNA of GSP (producteur)
- 2016 : Theatre of Life (producteur)

### Directeur de deuxième unité ou directeur adjoint
- 1971 : Y'a plus de trou à percer (premier assistant réalisateur)
- 1974 : Running Time (assistant réalisateur)

### Éditeur
- 1972 : Beware, Beware, My Beauty Fair (Court-métrage)
- 1975 : La poursuite mystérieuse

### Divers
- 1988 : SOS polluards[1].
- 2003 : Vive les fêtes ! Un film avec Caillou (en) ("Caillou's Christmas Song")

## Distinctions

### Récompenses
- 1999 - Gagnant du Starboy Award dans la catégorie "Oulu International Children's Film Festival", pour "Silver Wolf" (1999)
- 2009 - Gagnant du Prix Epiphanie dans la catégorie "MovieGuide Awards" pour l'émission télévisée la plus inspirante "The Christmas Choir" (2008), partagé avec Donald Martin, Michael Prupas et Joel S. Rice.
- 2016 - Gagnant du Tokyo Gohan Award dans le Festival international du film de Saint-Sébastien dans la catégorie du meilleur film pour "Theatre of Life" (2016).

### Nominations
- 1998 - Nommé pour International Fantasy Film Award pour le meilleur film - "Bleeders" (1997)[1].
- 2009 - Nommé au Prix Gemini pour "la meilleure réalisation dans un programme dramatique ou une mini-série" avec "The Christmas Choir"
- 2010 - Candidat aux postes de réalisateur Prix de l'artisanat de la Guilde du Canada pour réalisation exceptionnelle en réalisation - Télévision / Film / Mini-série pour "Tout ce qu'elle a toujours voulu" (2019).
- 2015 - Nommé pour le Prix Écrans canadiens pour le meilleur programme documentaire "Takedown: The DNA of GSP" (2014), partagé avec Josette Gauthier, Richard Jean-Baptiste et Bruno Ménard.